# Геката (протока)

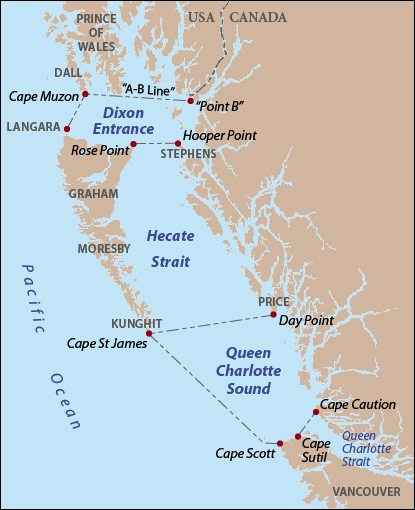
Мапа протоки Геката

53°11′00″ пн. ш. 130°50′00″ зх. д. / 53.183333333333° пн. ш. 130.83333333333° зх. д.
Протока Геката (англ. Hecate Strait) — морська протока між островами Королеви Шарлотти (Хайда-Гваї) та тихоокеанською провінцією Канади, Британською Колумбією, що сполучає протоку Діксон-Ентранс із затокою Королеви Шарлотти.
Ширина протоки 140 км у південній частині та 48 км у північній. Довжина становить приблизно 260 км.

## Історія
Протоку Геката упродовж експедиції 1861—1862 років наніс на карту і назвав на честь свого корабля «Геката» (англ. HMS Hecate) британський капітан Джордж Річардс.

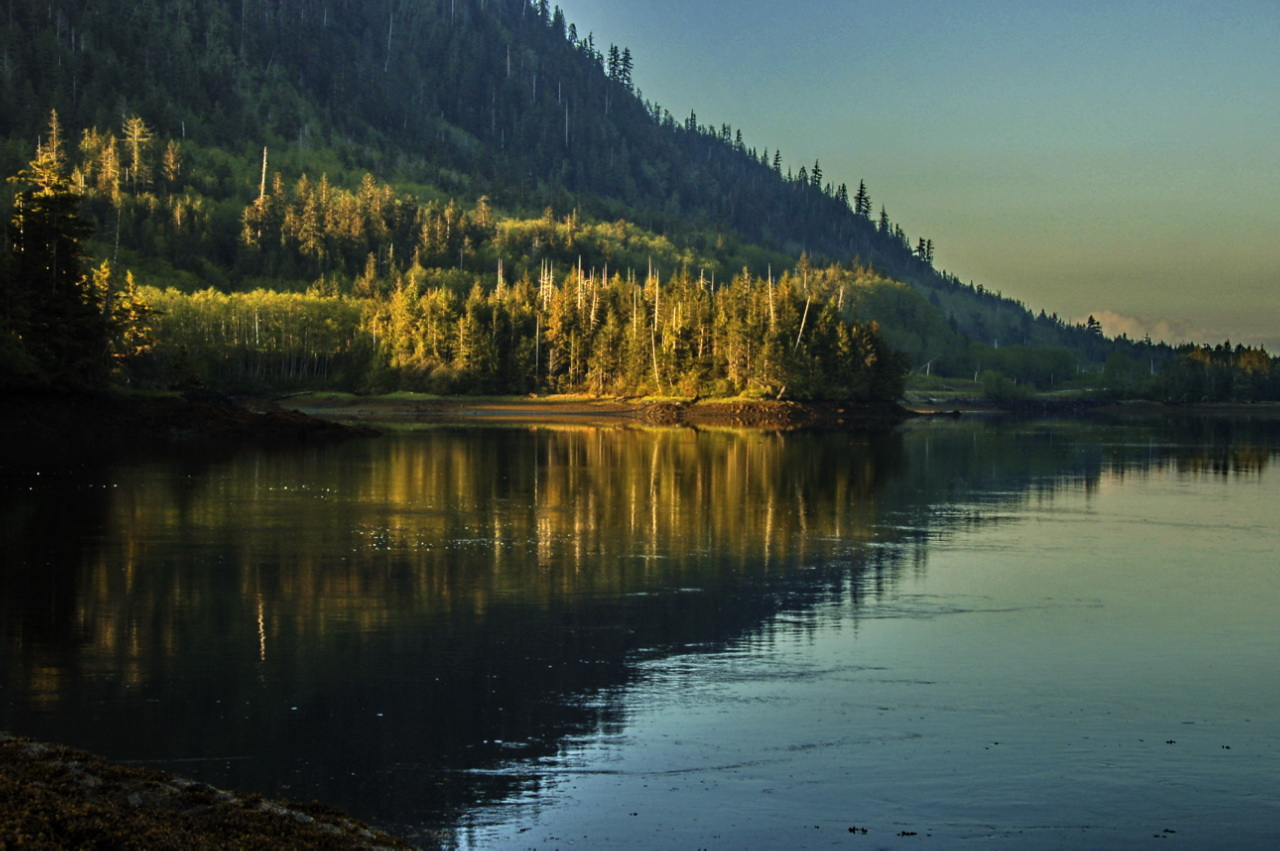
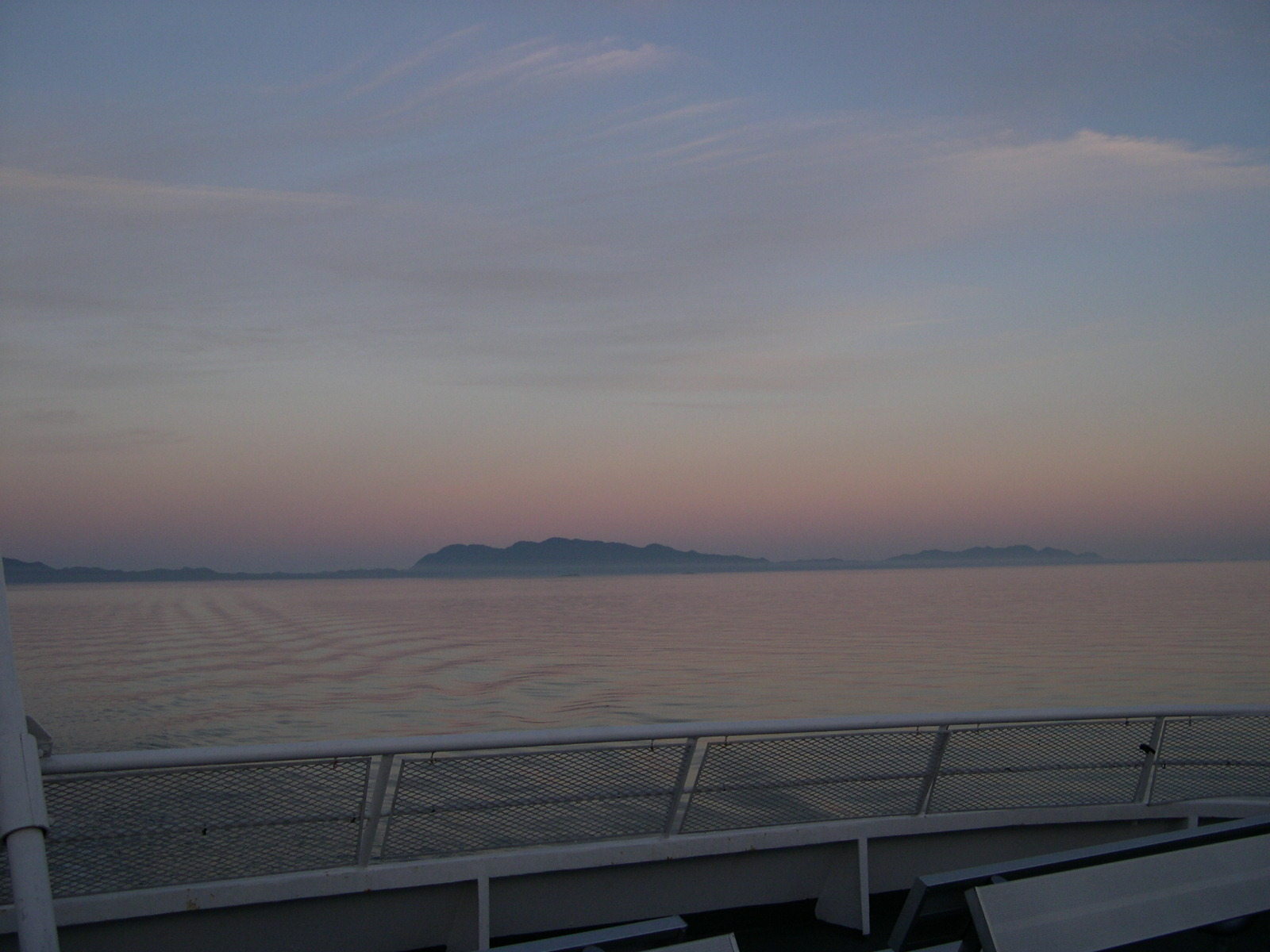
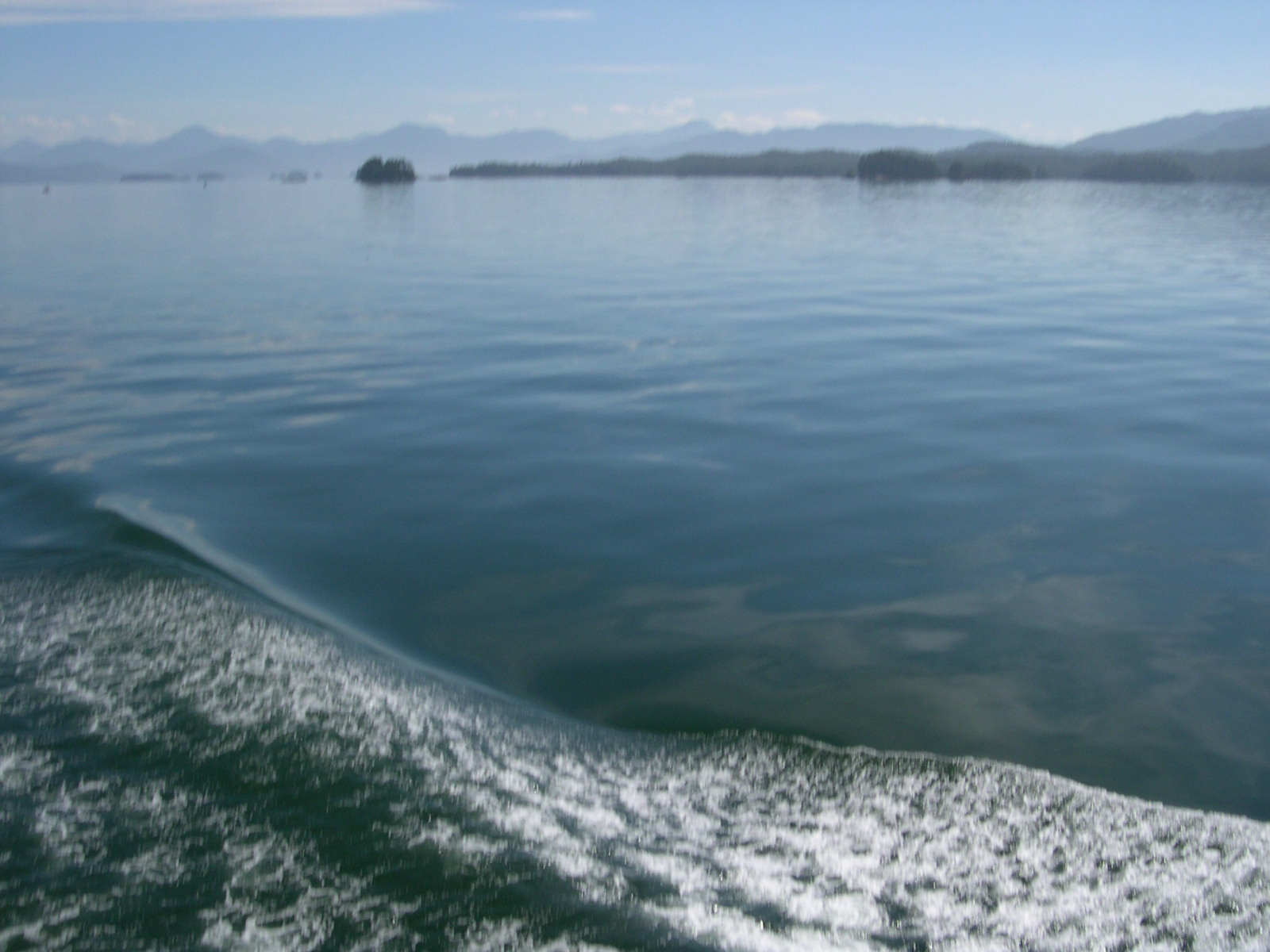
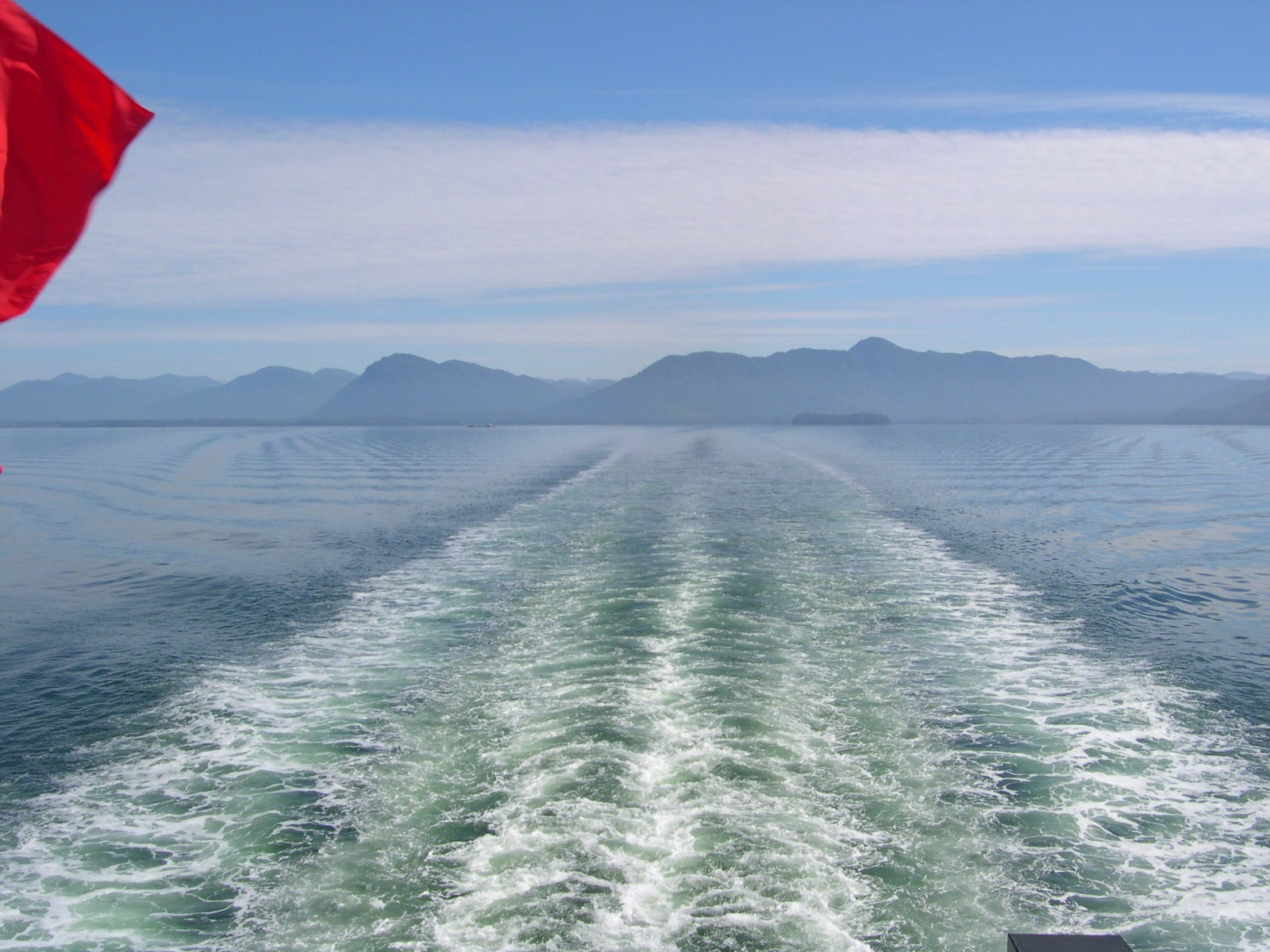

### Українською
- Атлас світу / голов. ред. І. С. Руденко ; зав. ред. В. В. Радченко ; відп. ред. О. В. Вакуленко. — К. : ДНВП «Картографія», 2005. — 336 с. — ISBN 9666315467.
- Атлас. 10-11 клас. Економічна і соціальна географія світу / упорядники :  О. Я. Скуратович, Н. І. Чанцева. — К. : ДНВП «Картографія», 2010. — ISBN 978-966-475-639-3.